# カンナビス・ソーシャル・クラブ
カンナビス・ソーシャル・クラブ（英語: Cannabis Social Club）は、「大麻社交クラブ」、「大麻クラブ」とも呼ばれる、会員の個人的なニーズを満たすために、数量限定で大麻の栽培を組織する非営利団体。 

## 解説

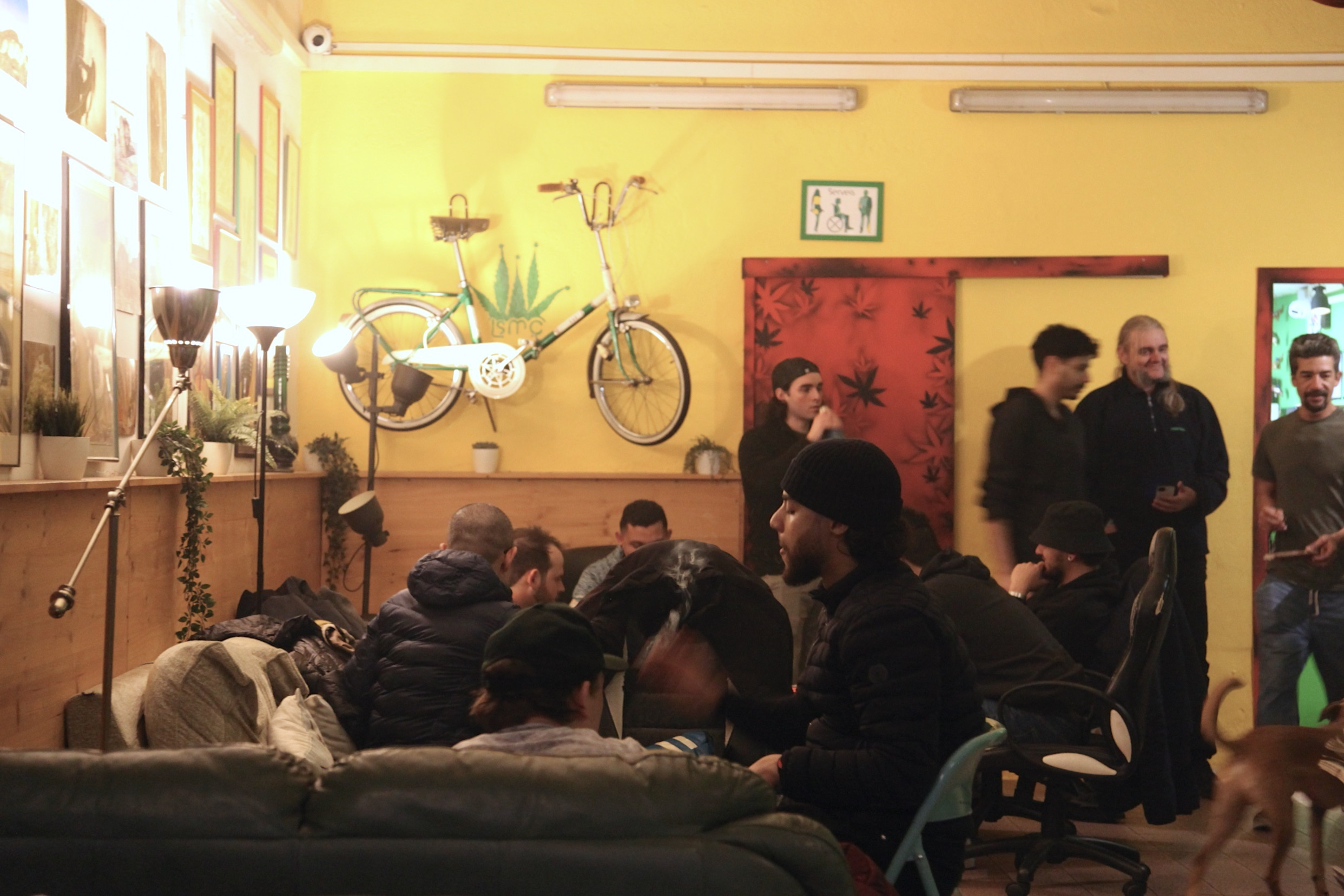
PHOTO: Cannabis Social Club La Sagrada Maria Club -Barcelona

この概念は、法定年齢の成人が合法的に大麻を栽培し、酩酊剤として所持できるようにするという汎欧州組織ENCOD（公正で効果的な薬物政策のための欧州連合）によって2005年に提案された。
2024年2月にドイツ連邦議会で可決された「大麻法」は、ドイツで合法的に運営されるカンナビス・ソーシャル・クラブ（略：CSC)　の導入を規定している。 　これらは、協力的に組織された協会としてのみ運営ができる。   さらに、ドイツの大麻（社交）クラブの敷地内での摂取は、許可されるべきではない。  したがって、連邦政府はカンナビス・ソーシャル・クラブではなくカンナビス・クラブという用語を好んでいる。 
法律が可決される前でさえ、この目的のために協会がすでに設立されていた。

### 世界中の流通と法的状況
ヨーロッパの大麻ソーシャルクラブは、スペイン、ベルギー、オランダに存在したか、現在も存在している。 これらはオーストリア、 フランス、 ドイツ、 イタリア、 スロベニアなどの国にも存在するが、ここでは匿名であり、処罰の脅しによって違法化されている。 南アフリカにも大麻ソーシャルクラブが存在するが、その法的状況は不明である。

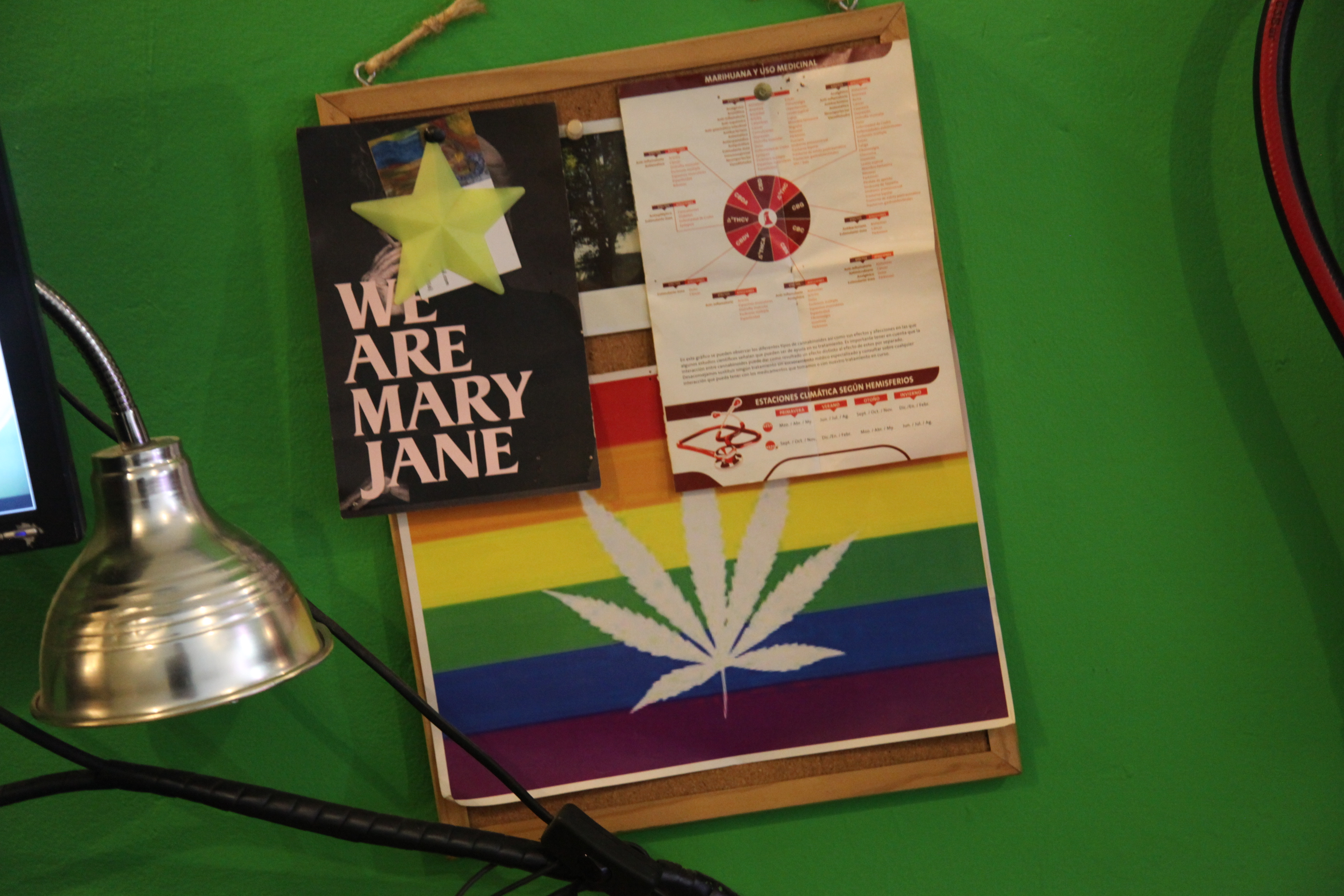
Inside of Cannabis Social Club La Sagrada Maria Club -Barcelona

スペインでは、大麻ソーシャルクラブに対する統一的な法的根拠はない。 大麻使用者の団体に関する特定の法律が 2017 年 7 月にカタルーニャで発効した。
ウルグアイでは、2012年に可決された反麻薬密売法により、15～4,525人の会員に対して最大99本の植物を栽培する許可を得て大麻ソーシャルクラブを開設することが認められた。 最初のクラブは 2014 年 10 月にオープンした。
マルタ議会は2021年12月14日に大麻を部分的に合法化する法律を可決した。 これは、大麻ソーシャルクラブの開設の可能性も規制する。 この法律はマルタのジョージ・ベラ大統領の署名により2021年12月18日に発効した。 2022 年 4 月、大麻責任使用局は大麻協会のライセンスに関するo基準を発表した。２０２４年、ドイツのベルリンでは７月からのカンナビス・ソーシャル・クラブが創設可能となり盛り上がっている。

#### 重要なポイント
1. 「ルール的枠組み」
メンバーによるカンナビスの栽培、供給、消費を許可する法的枠組み内で運営されている。
CSC は透明性、民主主義、非営利性を特徴としている。少なくとも年に 1 回総会を開催し、そこで年次報告書が議論され、承認される。
2. 「非営利組織」
通常、ボランティアによって運営され、会費や会員からの寄付によって資金が賄われ、個人の利益のために使用される経済的利益を伴うビジネスではない。
3. 「会員制」
CSC は会員制で運営されており、クラブの目的を支持する個人は、入会して会費を支払うことで会員になることができる。
メンバーは多くの場合、意思決定プロセスへの参加や大麻の栽培と配布への貢献など、クラブ内で特定の権利と責任を持っている。
4. 「集団的な栽培と配布」
大麻ソーシャルクラブの主な機能の 1 つは、大麻を集団的に栽培し、メンバーに配布することです。 メンバーは、大麻植物の植え付け、栽培、収穫などの栽培プロセスに、個人または集団で参加できます。
5. 「品質管理と安全性」
クラブは、生産された大麻が特定の基準を満たしていることを確認するために、品質管理と安全対策を重視する。
6. 「プライバシーと裁量」
CSC は通常、メンバーの身元と活動を保護するために、ある程度のプライバシーと裁量をもって活動する。
7. 「教育」
大麻合法化の促進、責任ある大麻使用についての意識の向上、大麻の栽培と消費に関する情報の提供を目的とした擁護と教育活動、レクチャーなどに従事する。